# George William Manby

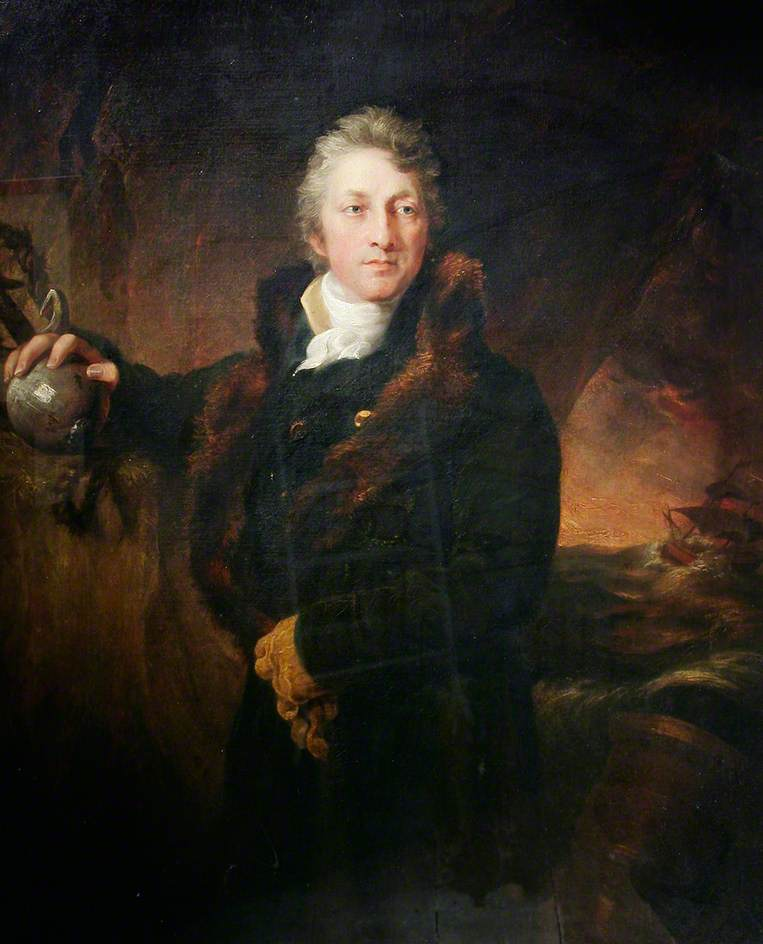
George William Manby, 1818

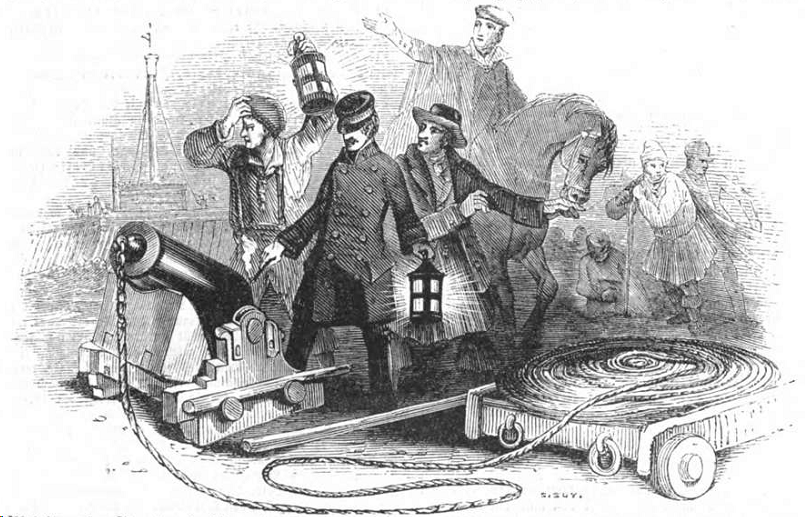
Manby-Mörser, künstlerische Darstellung (1843)

George William Manby (* 28. November 1765 in Denver (Norfolk); † 18. November 1854 in Great Yarmouth) war ein englischer Erfinder von Geräten zur Seenotrettung.

## Leben
George William Manby studierte möglicherweise Mathematik und war danach bei der Cambridgeshire Militia, wo er den Rang eines Captain erlangte. Im Jahr 1793 heiratete er eine Frau Preston und kehrte nach Denver zurück. 1801 ließ er sich in Clifton nahe Briston nieder und widmete sich dem Schreiben und Illustrieren seiner Werke.
Nach einem Sturm im Februar 1807, in dem 67 Menschen auf einem Schiff nahe Yarmouth verunglückten, baute er einen Mörser, mit dem ein Seil zu einem havarierten Schiff geschossen werden konnte (Leinenschussgerät). Verunglückte Seeleute konnten dann mit einer Hosenboje gerettet werden.
Manby erfand unter anderem im Jahr 1813 den ersten modernen Feuerlöscher.

## Werke
- The History and Antiquities of St David’s (1801)
- Sketches of the History and Natural Beauties of Clifton (1802)
- A Guide from Clifton to the Counties of Monmouth, Glamorgan, etc. (1802)
- Journal of a voyage to Greenland in the year 1821